# Lismore
Lismore (Lios Mòr, pronuncieu [ʎis̪ moːɾ], en gaèlic) és una petita illa de les Hèbrides Interiors, situada al nord-oest d'Escòcia. Es troba al Loch Linnhe, al nord-est de l'illa de Mull.
L'envolten diversos illots, els més grans dels quals són:
- Eilean nan Caorach
- Eilean Loch Oscair
- Creag
- Eilean Musdile
- Bernera

Composta quasi completament de pedra calcària, converteix el seu sòl en apte per a la proliferació d'arbres i arbusts.
Lismone fou un cop un dels centres del cristianisme celta, amb un monestir fundat per Sant Moluag, seu del bisbat d'Argyll.
Dos transbordadors connecten l'illa amb el "continent", un de vehicles que fa la travessia fins a Oban i un altre que la connecta amb Port Appin.

## Fills il·lustres
- W. H. Grattan Flood (1859-1928) musicòleg i compositor.

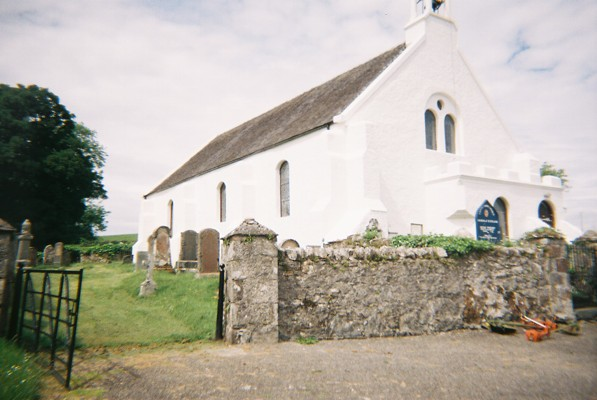
Catedral de St Moluag.